# سفیدنیل
دهکده سفیدنیل، روستایی از توابع بخش برلان ولسوالی شهرستان در ولایت دایکندی افغانستان است.